# Ischnoptera oreochares
Ischnoptera oreochares es una especie de cucaracha del género Ischnoptera, familia Ectobiidae. Fue descrita científicamente por Rehn & Hebard en 1927.
Habita en Jamaica.